# Gudenå
Gudenå je největší řeka v Dánsku (Midtjylland). Je dlouhá 158 km. Povodí má rozlohu 2 650 km².

## Průběh toku
Řeka na Jutském poloostrově protéká přes řadu jezer. Ústí do zálivu Randersfjord, který je součástí průlivu Kattegat.

## Vodní režim
Zdrojem vody jsou převážně dešťové srážky. Řeka má dostatek vody po celý rok.

## Využití
Na řece byly vybudovány malé vodní elektrárny. Je splavná od města Randers. Leží na ní město Silkeborg.